# Ааронович, Бен
Бен Ааронович (англ. Ben Aaronovitch, род. 22 февраля 1964) — английский писатель и сценарист. Автор серии книг «Реки Лондона», сценариев для «Доктора Кто» и спин-оффов для «Доктора Кто» и «Семёрки Блейка». Сын экономиста Сэма Аароновича.
Ааронович являлся автором двух серий «Доктора Кто»: «Поминовение далеков» (1988) и «Поле брани» (1989) для телеканала BBC, а также новеллизации первого.

### «Доктор Кто» и работа на телевидении
Он написал один эпизод для «Несчастного случая» (1990), а затем был постоянным сценаристом научно-фантастической мыльной оперы «Луна Юпитера».

#### Нереализованные серии Доктора Кто
В мае 1987 года Ааронович представил «Knight Fall» продюсерам «Доктора Кто» в качестве эпизода для 25-го сезона. Сюжет затрагивал тему приватизации. Редактору сценария Эндрю Картмелу понравились идеи сюжета, но он посчитал, что сценарий не подходит для сериала и в нём слишком много второстепенных персонажей.
Не сумев довести идею «Падения рыцаря» до реализации, Ааронович представил в июне 1987 года рассказ под названием «Transit» . По сюжету в будущем Доктор и Эйс приземлятся на станции метро и обнаружат порталы, которые могут транспортировать любое тело по всей Солнечной системе, но один из порталов ведет в ад. По неизвестным причинам эти задумки так и не были реализованы, в декабре 1992 года Ааронович издал этот рассказ в серии Virgin New Adventures.
Летом 1988 года Ааронович представил приключенческий рассказ из трех частей для 27-го сезона «Доктора Кто» (который так и не вышел) под названием «Bad Destination». В этой истории Доктор видит Эйса капитаном космического корабля-госпиталя, который подвергается нападению Метатракси. Однако от этой истории отказались, когда в сентябре 1989 года BBC отменила показ « Доктора Кто» после 26-го сезона, объяснив это потерей интереса аудитории. В июле 2011 года Big Finish Productions выпустили рассказ Аароновича и Картмела под названием Earth Aid.